# Minnaars (Plato)
De Minnaars (Oudgrieks Ἐρασταί) is een op naam van Plato overgeleverde korte dialoog, waarvan de authenticiteit al in de oudheid betwijfeld werd.

## Deelnemers aan de dialoog
Socrates is aan het woord en vertelt over zijn ontmoeting, bij de onderwijzer Dionysius, met twee jongens die niet bij name genoemd worden. Het zijn meer twee typen: één de aanhanger van het geestelijke, de ander de aanhanger het lichamelijke, de sport. De titel van de dialoog heeft op hen betrekking: zij zijn minnaars (erastai - 132d) van een en hetzelfde jongetje, en daarmee ook anterastai (132c): concurrenten in de liefde.

## Inhoud
De vraag die Socrates stelt, luidt: wat is filosofie? Is het een kwestie van zo veel mogelijk weten? Nee: filosofie is voor de ziel wat oefening is voor het lichaam. En voor oefening geldt dat dit met mate dient te gebeuren. Dus is een ongelimiteerde hoeveelheid kennis niet per definitie iets goeds. Is het dan een algemene deskundigheid, een brede algemene ontwikkeling? Ook niet. Want op elk gebied zijn het de ware specialisten die van nut zijn (een zieke roept een dokter, geen filosoof aan zijn bed). En we waren het erover eens dat filosofie iets nuttigs was.

Wat is het dat mensen opvoedt, en slechte van goede kan onderscheiden? De rechtvaardigheid. Hiertoe behoort mensenkennis, en dus impliciet ook zelfkennis. Iemand die een staat op rechtvaardige wijze bestuurt, doet in feite hetzelfde, op grotere schaal, als iemand die aan het hoofd van een familie staat.

## Authenticiteit
Over het algemeen erkent men dat deze dialoog zorgvuldig geschreven is en er zijn geen 'harde' bewijzen tegen Plato's auteurschap in te vinden. Maar de anonimiteit van de twee gesprekspartners is wat afwijkend van Plato's gewoonte. En als het een vroege dialoog van Plato zou zijn, dan is de wat simplistische, positieve uitkomst opmerkelijk, omdat Plato's dialogen uit zijn vroege periode meestal aporetisch (zonder positieve uitkomst) waren. Inhoudelijk voegt het werk niets toe aan wat we in de andere dialogen kunnen lezen.
- Bibliothèque nationale de France: cb16504107h (data)
- Gemeinsame Normdatei: 4476220-3
- Library of Congress Control Number: no2012062396
- Nationale Bibliotheek van Israël: 987007598892105171
- LIBRIS: 327825
- Système universitaire de documentation: 25065752X
- Virtual International Authority File: 184258094